# Chinezen in Thailand

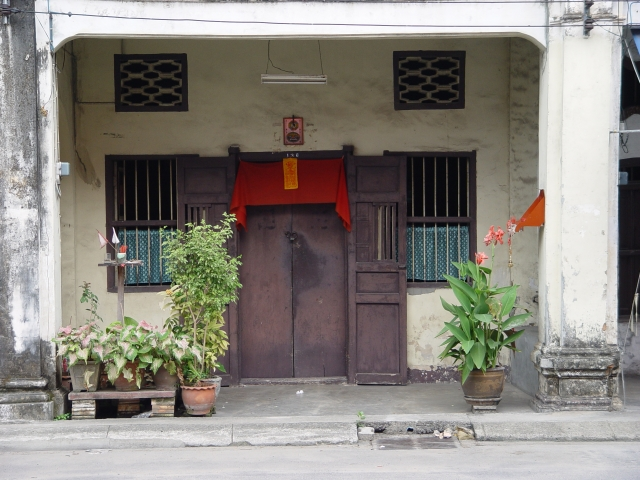
Huis van een Chinese Thai in Phuket

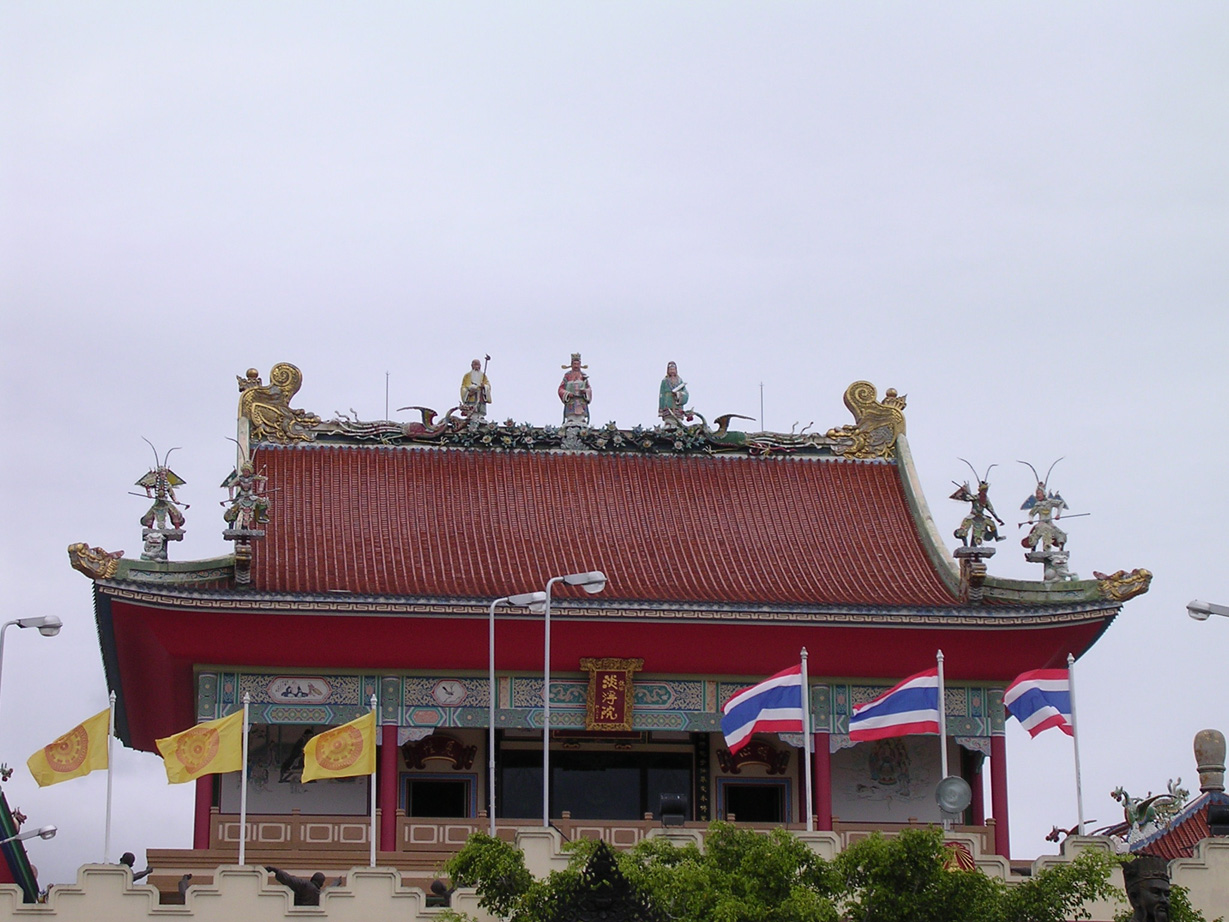
Chinese tempel gebouwd voor Chinese Thai in Bangkok

De Chinezen in Thailand vormen met 9,5 miljoen, veertien procent van de Thaise bevolking. Na de anti-Chinese bewegingen in Thailand zijn een aantal Chinese Thai naar Nederland en Frankrijk geëmigreerd/gevlucht. Een aanzienlijk deel van deze Chinezen heeft een Chinees-Thais restaurant of werkt daarin.
Phuket en Bangkok Chinatown hebben vele Chinese Thai als inwoners.
In het zuiden van Thailand, waar veel Maleisiërs wonen, zijn kleine gemeenschappen van Peranakan-Chinezen te vinden.

## Omgangstalen
Chaozhouhua en Standaardkantonees verstaan bijna alle Chinese Thai. Het is een soort lingua franca voor de verschillende Chinese subgroepen geworden. Al stijgt de populariteit van het Standaardmandarijn steeds meer doordat het op Chinese scholen wordt onderwezen.
Een overzicht van de belangrijkste Chinese omgangstalen en dialecten die van huis uit wordt meekregen in Chinese families ziet er als volgt uit:
- Chaozhouhua 56%
- Hakka dialecten 16%
- Hainanhua 11%
- Standaardkantonees of Minnanyu 7%
- andere Chinese talen en dialecten 3%

## Jiaxiang
Meer dan de helft van de Chinese Thai claimt dat Chaozhou hun jiaxiang is. Een minderheid zegt dat ze van Hakka afkomst zijn of dat ze oorspronkelijk uit het Chinese eiland Hainan komen. Chinese Thai hebben door hun verscheidene jiaxiang en dialecten vroeger verschillende geboortestreekverenigingen opgericht.

## Achternamen
Een kenmerkend verschijnsel voor Chinese Thai is dat zij in vergelijking met de autochtone Thai veel langere achternamen hebben. Door de assimilatiepolitiek van Thailand werden Chinezen in Thailand gedwongen een Thaise achternaam te nemen. De Chinese achternamen werden letterlijk vertaald naar het Thais of Chinezen namen een achternaam aan die de klank van hun oorspronkelijke achternaam had.
Voorbeelden:
- Chinese achternaam Ma werd vertaald naar Archa, wat letterlijk ook paard betekent
- Chinese achternaam Lim werd vertaald naar Limthongkul

## Bekende Chinese Thai
- Phahol Pholphayuhasena
- Utt Panichkul
- Thaksin Shinawatra
- Abhisit Vejjajiva
- Yingluck Shinawatra
- Nichkhun Horvejkul
- Plaek Pibulsonggram
- Chamlong Srimuang
- Thawal Thamrong Navaswadhi
- Bundit Ungrangsee
- Sondhi Limthongkul
- Banharn Silpa-archa
- Koning Taksin
- Chang en Eng Bunker, een Siamese tweeling van wie ook de term afgeleid is.